# Johannes Rasch
Johannes Rasch (* 15. Januar 1880 in Zella St. Blasii; † 26. Oktober 1958 in Gotha) war ein deutscher Verwaltungsjurist und Landrat im Landkreis Saalfeld.

## Leben
Als Sohn eines Landgerichtsrats geboren, studierte Rasch Rechtswissenschaften in Jena und Berlin. Während seines Studiums in Jena wurde er 1901 Mitglied der Burschenschaft Arminia auf dem Burgkeller. Nach seinem Studium war er als Amtsanwalt tätig und ging dann in den sachsen-coburg und gothaischen Verwaltungsdienst. Von 1910 bis 1914 war er Hilfsreferent im Staatsministerium in Coburg. Er war dort auch Vorstand des Erbschafts- und Zuwachssteueramts. 1914 wurde er Assessor am Landratsamt Ohrdruf und 1919 Regierungsrat beim Oberversicherungsamt Gotha. In den Jahren 1921 bis 1922 war er für die Deutsche Volkspartei als „Volksbeauftragter“ in der Gebietsregierung Gotha tätig. Von 1924 bis 1933 war er Kreisdirektor und seit 1926 Landrat im Kreis Saalfeld.
Nach der Machtergreifung 1933 wurde er in den Wartestand versetzt und war dann von 1934 bis 1935 als Abteilungsleiter beim Reichskommissar für die Ortskrankenkasse in Thüringen tätig. 1935 wurde er als Oberregierungsrat Leiter der Krankenversicherungs-Abteilung der Thüringischen Landesversicherungsanstalt in Weimar. 1940 ging er in den Ruhestand, in dem er noch Tätigkeiten in der Industrie ausführte. So war er bis 1946 Vorsitzender und Geschäftsführer der Wirtschaftlichen Vereinigung für Glasinstrumente und chemisch-pharmazeutische Glaswaren in Weimar. 1950 zog er nach Gotha zurück.